# Maria Park

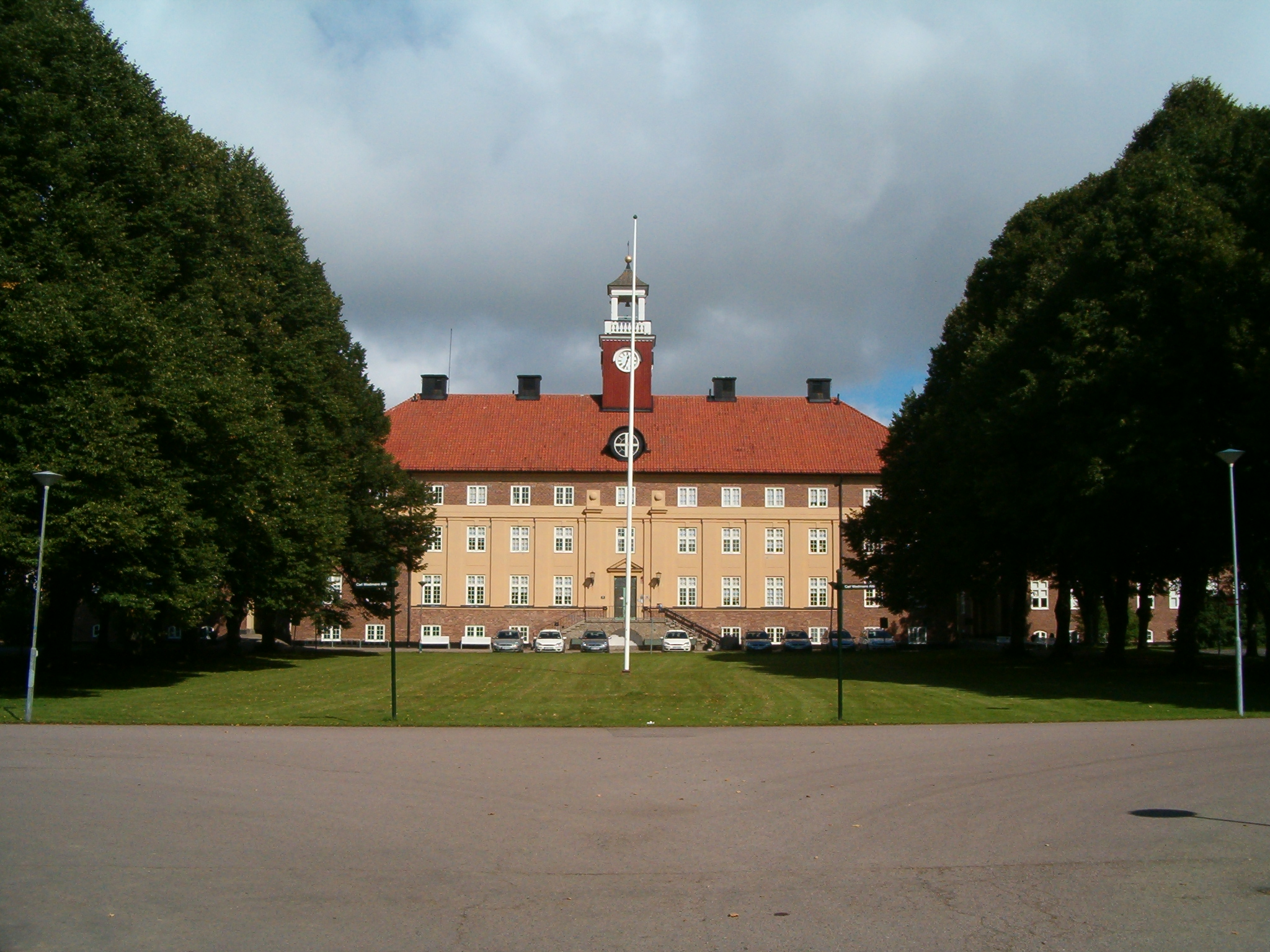
Huvudbyggnadens sydfasad.

Maria Park är ett före detta sjukhusområde i stadsdelen Mariastaden i norra Helsingborg.  Sjukhuset hette förr Sankta Maria sjukhus och fungerade som mentalsjukhus från invigningen 1927 till 1990-talet då sjukhuset avvecklades. Samtidigt med avvecklingen bytte området namn till Maria Park och byggnaderna innehåller nu bostäder, kontorslokaler och ett antal skolor. Här finns också ett par kommunala förvaltningar, liksom Skånes Näringslivsarkiv.

## Sankta Maria sjukhus
År 1912 tillsattes en kommission för att utreda planerna på ett sinnessjukhus i sydvästra Sverige. Utredningen fann en passande plats utanför Helsingborg och 1917 beslutade riksdagen om uppförandet av ett hospital för "sinnessjuka och obildbara sinnesslöa", som skulle ha en kapacitet på 1 400 vårdplatser varav 200 var för särskilt svårskötta patienter. När sjukhuset invigdes hade det 1 200 platser. Sjukhuset kom först att heta Hälsingborgs hospital, men bytte efter en tid namn till Sankta Maria sjukhus. 
Vid denna tidpunkt var Carl Westman Medicinalstyrelsens arkitekt och därför föll det naturligt att det var han som skulle utforma området och dess byggnader. Han använde sig av en väldigt konsekvent och sammanhållen arkitektur där alla husen var utformade i liknande och harmoniserande stil. Byggandet av sjukhuset påbörjades 1920 och kostnaderna beräknades uppgå till 9,7 miljoner kronor. 1927 stod bygget klart till en kostnad av 11 miljoner.
Efter några år byggdes området ut med ett antal solitärer utanför huvudkomplexet, denna gång var arkitekten Hakon Ahlberg, som hade övertagit befattningen som Medicinalstyrelsens arkitekt efter Carl Westman. Hela området fortsatte att byggas ut fram till 1970-talet.

## Utformning

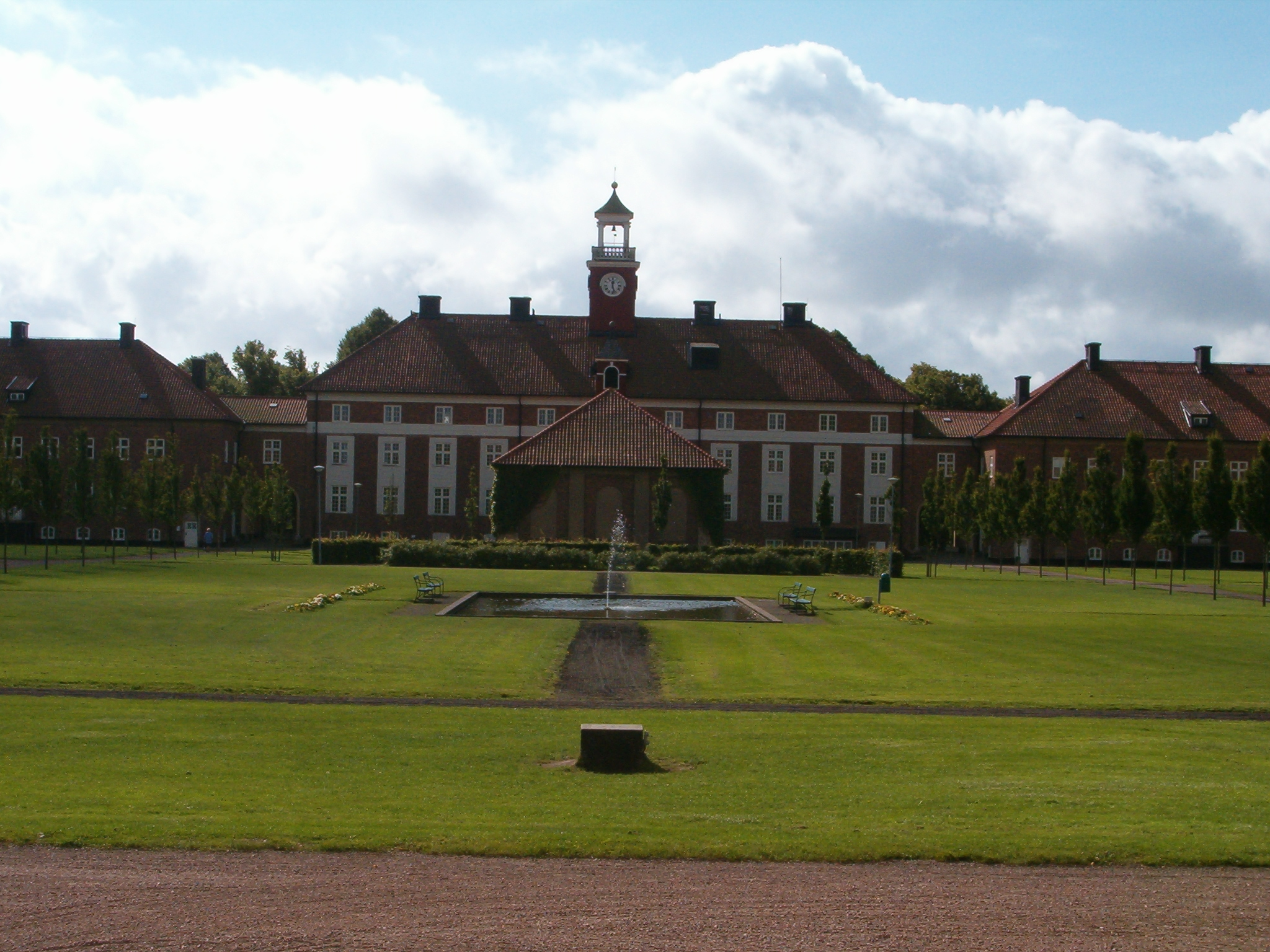
Innergården.

Byggnaderna är formerade kring en centralaxel runt en innergård som närmast har känslan av en borggård. Längst i söder ligger en herrgårdsliknande administrationsbyggnad på fyra våningar, mansardtak och klocktorn. Från denna byggnad skjuter det ut två flyglar åt öst och väst som vinklar sig mot norr. I flyglarnas förlängning, på var sin sida av innergården, ligger två vårdpaviljonger i två till tre våningar. Gården innesluts i norr av en fabriksliknande byggnad som innehöll tvätteri. Innanför denna, i centralaxelns förlängning från administrationsbyggnaden ligger en kyrka: S:t Andreas kyrka. Solitärerna består av ett antal mindre byggnader längs Senderödsvägen och några fler längs den så kallade Paviljonggången.